# 藤好麻希
藤好 麻希（ふじよし まき、1974年5月24日 - ）は、日本の元女子バレーボール選手。

## 来歴
茨城県出身。 中学まではバスケットボールの選手として活躍し、中学日本代表に選出された選手であった。しかし実業団バレー選手をやっていた父親の影響で、高校からバレーボールを始める。
1993年日立に入団。同年全日本代表初選出。身長184cmの大型サウスポーとして期待を集め、1994年世界選手権に出場した。2001年日立廃部に伴い、膝の故障もあり現役引退した。

## 球歴
- 全日本代表 - 1993-1995年、1997年
- 全日本代表としての主な国際大会出場歴
  - 世界選手権 - 1994年

## 所属チーム
- 茨城県立竜ヶ崎第二高等学校
- 日立ベルフィーユ（1993-2001年）